# Anita Björk
Anita Barbro Kristina Björk Hirsch, född Björk den 25 april 1923 i Tällberg i Dalarna, död 24 oktober 2012 på Södermalm i Stockholm, var en svensk skådespelare, professors namn 2001. Björk var bland annat känd för titelrollen i filmatiseringen av Fröken Julie från 1951.
Hon var en av Dramatens främsta skådespelare under stora delar av 1900-talet och samarbetade ofta med Alf Sjöberg och Ingmar Bergman. Under 1950-talet hade hon även en kortare karriär inom Hollywood, bland annat med Gregory Peck som motspelare.

## Biografi

### Tidiga år
Anita Björk föddes som enda barnet i en konstnärsfamilj i Tällberg i Dalarna, som dotter till Barbro Björk (född Clason) och violinisten och konstnären Oskar Björk. Som flicka drömde hon om att bli dansös, och som 13-åring kom hon in på Operans balettskola; hon fick dock sluta då hon var för gammal. Hon bytte istället fokus och började studera teater, först vid Gösta Terserus teaterskola och sedan vid Dramatens elevskola 1942–1945.

### Dramaten och yrkesstil
Hon debuterade 1945 i sagospelet Det var en gång av Holger Drachmann. Hon fick sitt stora genombrott i slutet av 1948 i pjäsen Jungfruleken, efter Jean Genets teatermanus. Hon hyllades där för sin förmåga att få fram ”karaktären av en överspänd, perverterad ungflicksdröm hos allt det ohyggliga som rörde sig inom henne”.
Möjligen var det genomslagskraften i rollen som tjänsteflickan Claire i Genets pjäs som styrde henne in i ett fack av hemlighetsfulla gestalter med stort känsloregister under en kontrollerad yta. Hennes välmodulerade altstämma och uttrycksfulla diktion sprang ur hennes klassiska utbildning, något som gjorde att hennes mest lågmälda viskning utan hjälpmedel hördes till sista bänkraden i teatersalongen. Samtidigt fungerade diktionen som en markör för ett avstånd mellan skådespelaren och den rollfigur hon spelade. Emellanåt togs detta professionella drag som en egenskap i hennes faktiska personlighet, och hon blev beskriven som en smula fjär.
| Vänster: Victor Sjöström och Björk i Kvartetten som sprängdes (1950). Höger: Ulf Palme och Björk i Fröken Julie (1951). |  | Vänster: Victor Sjöström och Björk i Kvartetten som sprängdes (1950). Höger: Ulf Palme och Björk i Fröken Julie (1951). |
| Vänster: Victor Sjöström och Björk i Kvartetten som sprängdes (1950). Höger: Ulf Palme och Björk i Fröken Julie (1951). |  | |

På Dramaten spelade Anita Björk förvisso klassiska roller som Julia i Shakespeares Romeo och Julia, 1953, eller Maria Stuart i Friedrich Schillers drama med samma namn, 1966. Hon axlade dock oftast gestalter av modernare snitt i psykologiska pjäser av Shaw, Eliot, Ibsen och Strindberg. Hon var regissörernas skådespelerska som levererade fackmässigt och minutiöst det som föreskrevs henne. Respekterade och traditionsmedvetna regissörer som Alf Sjöberg och Ingmar Bergman engagerade henne i sina uppsättningar gång på gång.

### Hos Alf Sjöberg
Alf Sjöberg hade år 1942 regisserat Himlaspelet, där Anita Björk gjorde sin filmdebut i en liten roll. För Sjöberg var hon nog först och främst Amorina, titelrollen i Carl Jonas Love Almqvists ”poetiska fuga”. För sin prestation i Amorina belönades hon med Svenska Dagbladets Thaliapris 1951. Dramatenpremiären av Amorina ägde rum den 2 juni 1951 och beskrevs som en regiteknisk triumf, men uppsättningen tycks inte ha varit helt utan problem. Anita Björk hyllades dock stort i sin roll: ”[D]et skimrade av fräsch ungdom och bortvänd renhet kring hennes gracila och vindlätta gestalt,” stod det i en anmälan.
Samma år (1951) hade hon titelrollen i filmsuccén Fröken Julie, också den i Alf Sjöbergs regi och med Ulf Palme som motspelare. Filmen, som innebar Björks genombrott för en större publik, vann Juryns stora pris vid filmfestivalen i Cannes och hon själv fick positiva recensioner i amerikansk press. Filmen har även i backspegeln har betraktats som en av de allra största filmerna som någonsin gjorts i Sverige.

### Dagerman, Bergman och USA
Trots stora framgångar blev 1950-talet tungt för Anita Björk både yrkesmässigt och privat. Efter framgången med Fröken Julie åkte hon till Hollywood för att förhandla med Alfred Hitchcock om att provfilma för huvudrollen i hans film Jag bekänner. I början på decenniet levde hon tillsammans med författaren Stig Dagerman, och det kom fram att Dagermans skilsmässa från sin första hustru ännu inte var klar. Samtidigt hade Anita Björk fått dottern Lo med honom. Med den stora Ingrid Bergmanskandalen fortfarande levande i skvallerpressen blev hon utan kontrakt. Anita Björk och Stig Dagerman gifte sig 1953, och slaget blev tungt när Dagerman året därpå tog sitt liv.
| Vänster: Björk och Gregory Peck i Nattmänniskor (1954). Höger: Anita Björk under inspelningen av Mannekäng i rött (1958). |  | Vänster: Björk och Gregory Peck i Nattmänniskor (1954). Höger: Anita Björk under inspelningen av Mannekäng i rött (1958). |
| Vänster: Björk och Gregory Peck i Nattmänniskor (1954). Höger: Anita Björk under inspelningen av Mannekäng i rött (1958). |  | |

Rollen i Hitchcock-filmen gick istället till Anne Baxter. Under 1950-talet gjorde hon några amerikanska filmer som spelades in i Europa, däribland den svensk-amerikanska samproduktionen Han glömde henne aldrig 1952 och Nattmänniskor mot Gregory Peck 1954. Anita Björk spelade under årtiondent totalt i elva filmer och gjorde dessutom enstaka Hollywoodförsök, bland dem Kvinnors väntan, 1952, i regi av Ingmar Bergman. Filmen fick bra kritik, bland annat för sin lågmäldhet och lättsamhet. Anita Björk utmärkte sig genom att hon gjorde den vardagliga kvinnorollen ”så att man känner dess auktoritativa allmängiltighet”. På 1950-talet filmade hon även i Tyskland och i Norge samtidigt som hon spelade teater. År 1957 spelade hon Tintomara i Drottningens juvelsmycke på Dramaten.

### Deckare, Zetterling
Anita Björk var också engagerad i filmer av en helt annan karaktär, nämligen de så kallade ”Hillman-deckarna” med Arne Mattsson som regissör och Karl-Arne Holmsten och Annalisa Ericson i huvudrollerna. Hon spelade viktiga roller som offer för mord eller mordförsök i tre av filmerna (Vita frun, 1962, Mannekäng i rött, 1958, samt Damen i svart, 1958). På senare tid har dessa filmer, i sin tid häcklade, omvärderats tack vare sitt formspråk, sin mästerliga färgsättning, foto och mise-en-scène. Den hemlighetsfullt värdiga spelstilen hos Anita Björk, hennes avmätta, eleganta sätt att föra sig framför kameran smälter in i och blir del av det effektfullt stiliserade.
Skådespelerskan och filmregissören Mai Zetterling var kurskamrat med Anita Björk på Dramatens elevskola. Bägge hade år 1942 medverkat i att dubba den animerade Disneyfilmen Bambi till svenska. När Zetterling återvände till Stockholm från Storbritannien, för att regissera sin långfilmsdebut Älskande par, 1964, erbjöd hon Anita Björk en av de bärande rollerna. Hon hade också en roll i Zetterlings comebackfilm Amorosa år 1986.

### Senare år
Under sin karriär gjorde Anita Björk totalt ett åttiotal scenroller och över 40 filmer, inklusive även Bo Widerbergs Ådalen 31. Vid sidan av skådespeleriet föreläste hon om Selma Lagerlöfs och Stig Dagermans författarskap.
Mot slutet av sitt yrkesliv kom Anita Björk att alltmer ingå i kretsen kring Ingmar Bergman. Han var en ”Dramatenperson”, liksom hon och Alf Sjöberg. Utmärkande för hennes självständighet var dock att hon accepterade arbete även på annat håll. Hon föreställde Siri von Essen i Per Olov Enquists pjäs Tribadernas natt i regi av Per Verner-Carlsson år 1975. Tolv år senare var det dags att återuppta Drottningens juvelsmycke. Nu spelade Anita Björk Tintomaras mor för utsålda hus och i regi av Peter Oscarson. En lika stor framgång på Dramaten var Yukio Mishimas Markisinnan de Sade, uppsatt år 1989 i Ingmar Bergmans stramt asketiska regi. Anita Björk excellerade där i rollen som Madame de Montreuil. Något senare blev den strama iscensättningen överförd till TV-teater. Anita Björk spelade även med i TV-filmerna som grundar sig på Bergmans liv och manuskript: Den goda viljan, 1992, Enskilda samtal, 1996, och Larmar och gör sig till, 1997. Hon var verksam som skådespelare fram till 2000.
I arbetet med Per Olov Enquists pjäs Bildmakarna, som efter succén på Dramaten gjordes om till TV-film år 2000, såg Bergman i Anita Björk en självklar Selma Lagerlöf. Bildmakarna var en föreställning där dessa två av den svenska nationalscenens gamla stjärnor genom sitt arbete med uppsättningen blickade tillbaka på sin ungdom och de stora berättarna från den tiden: filmregissören Victor Sjöström och författaren Selma Lagerlöf. På flera plan klargörs hur berättandets och föreställandets traditioner förs vidare från en generation till en annan.
Anita Björk avled i Stockholm 2012 och är begravd på Norra begravningsplatsen i Solna.

## Privatliv
| Vänster: Anita Björk med Stig Dagerman, cirka 1950. Höger: Graham Greene, 1963. |  | Vänster: Anita Björk med Stig Dagerman, cirka 1950. Höger: Graham Greene, 1963. |
| Vänster: Anita Björk med Stig Dagerman, cirka 1950. Höger: Graham Greene, 1963. |  |                                                                                 |

Björk var bosatt i hemorten Tällberg fram till 1930-talet. Därefter bodde hon fram till sin död i Stockholm.
Hon var gift med skådespelaren och regissören Olof Bergström åren 1945–1951 och med Stig Dagerman från 1953 fram till hans död 1954. 1954 träffade hon författaren Graham Greene när han besökte sin svenska förläggare i Stockholm; de hade därefter ett förhållande fram till 1959. Förhållandet tog slut eftersom Greene tyckte att vintrarna i Sverige var kalla och mörka; han hade svårt att lära sig språket, och Björk inte ville flytta ifrån Sverige på grund av sina barn och sitt arbete inom teatern.
Hon var därefter gift med konstnären och tecknaren Lasse Lindqvist 1962–1970 och professorn i ortopedi Carl Hirsch 1972–1973.
Anita Björk fick två barn i sina två första äktenskap. Dessa var skådespelaren Jonas Bergström (född 1946) samt författaren och filmaren Lo Dagerman (född 1951).

## Produktioner (urval)

### Filmografi
- 1942 – Himlaspelet
- 1944 – Räkna de lyckliga stunderna blott
- 1946 – 100 dragspel och en flicka
- 1947 – Kvinna utan ansikte
- 1947 – Ingen väg tillbaka
- 1947 – Det kom en gäst
- 1948 – På dessa skuldror
- 1949 – Människors rike
- 1950 – Kvartetten som sprängdes
- 1951 – Fröken Julie
- 1952 – Kvinnors väntan
- 1952 – Han glömde henne aldrig
- 1954 – Nattmänniskor
- 1955 – Giftas
- 1956 – Sången om den eldröda blomman
- 1956 – Moln över Hellesta
- 1957 – Gäst i eget hus
- 1958 – Damen i svart
- 1958 – Mannekäng i rött
- 1958 – Körkarlen
- 1960 – Goda vänner trogna grannar
- 1960 – Tärningen är kastad
- 1962 – Vita frun
- 1964 – Älskande par
- 1967 – Tofflan – en lycklig komedi
- 1968 – Komedi i Hägerskog
- 1969 – Ådalen 31
- 1974 – Karl XII (TV-film)
- 1980 – Midsommardröm i fattighuset (TV-pjäs)
- 1981 – Förföljelsen
- 1981 – Zéb-un-nisá (TV-pjäs)
- 1986 – Amorosa
- 1987 – Damorkestern (TV-pjäs)
- 1989 – Flickan vid stenbänken
- 1993 – Snoken (TV-serie)
- 1997 – Larmar och gör sig till (TV)
- 2000 – Bildmakarna (TV-pjäs)

## Teater

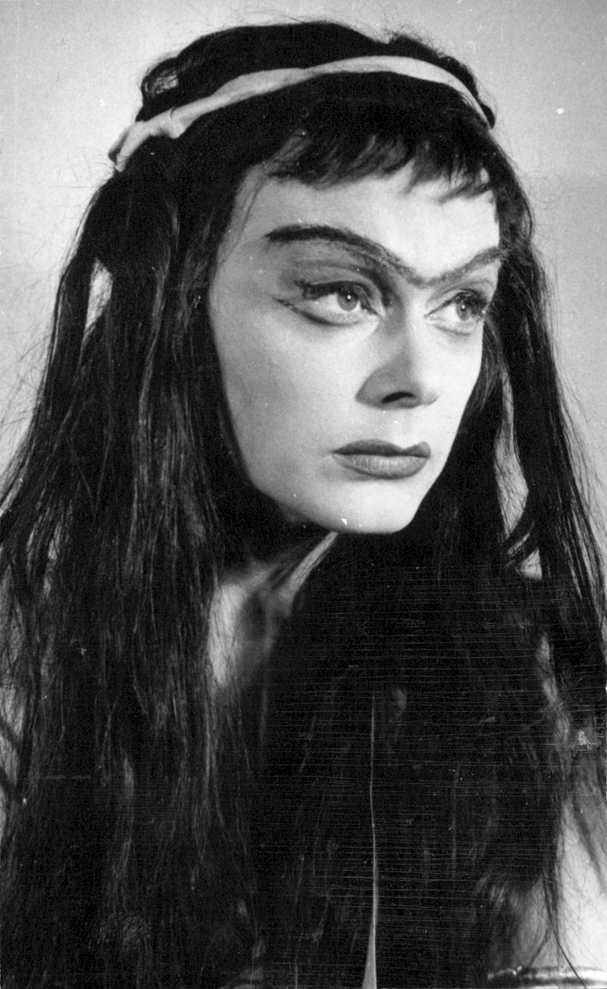
Anita Björk i pjäsen Aischylos, 1954.

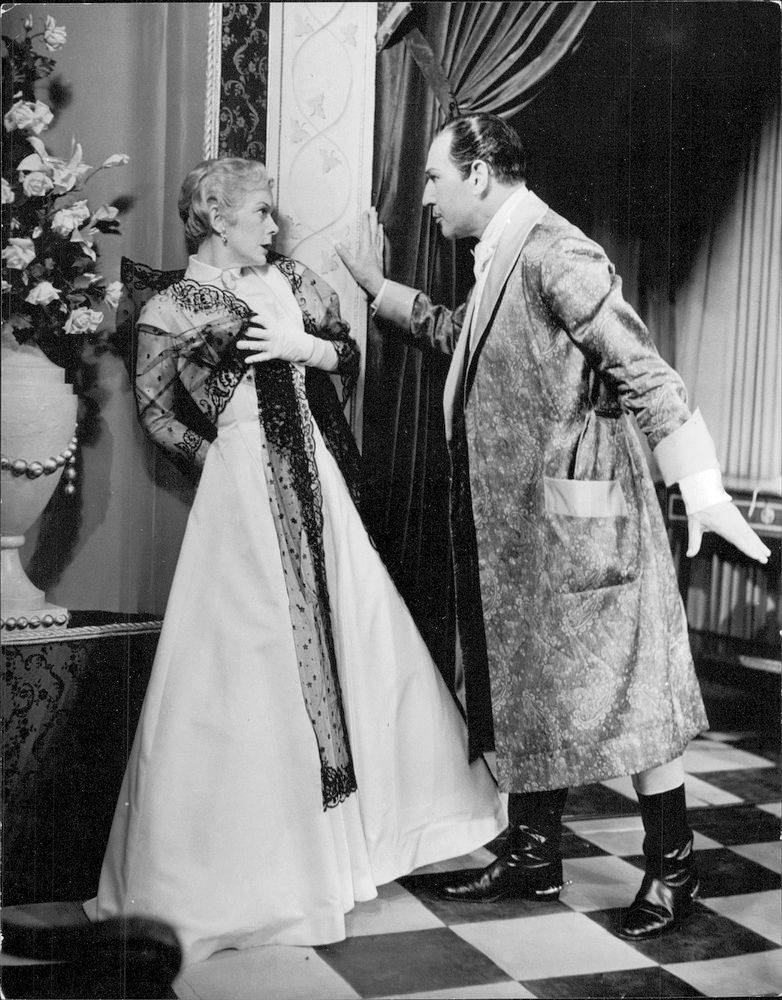
Björk och Georg Rydeberg i Duellen (Dramaten, 1959).

### Roller
| År   | Roll                                               | Produktion                                                               | Regi                | Teater         |
| ---- | -------------------------------------------------- | ------------------------------------------------------------------------ | ------------------- | -------------- |
| 1942 | Medverkande                                        | Revytidningen Nya Taggen, revy Staffan Tjerneld                          | Per-Axel Branner    | Nya Teatern    |
| 1944 | Medverkande                                        | Och han skämtar för dig, revy Kar de Mumma                               | Leif Amble-Næss     | Blancheteatern |
| 1948 | Claire                                             | Jungfruleken (Les Bonnes) Jean Genet                                     | Mimi Pollak         | Dramaten       |
| 1948 | Mary, dotter till en avliden kusin till Monchensey | Släktmötet (The Family Reunion) T.S. Eliot                               | Alf Sjöberg         | Dramaten       |
| 1950 | Agnes                                              | Brand Henrik Ibsen                                                       | Alf Sjöberg         | Dramaten       |
| 1951 | Henrika, prästdotter i Danderyd, "Amorina"         | Amorina Carl Jonas Love Almqvist                                         | Alf Sjöberg         | Dramaten       |
| 1952 | Colombe                                            | Colombe                                                                  |                     | Dramaten       |
| 1952 | Eliza                                              | Pygmalion George Bernard Shaw                                            |                     | Dramaten       |
| 1953 | Julia                                              | Romeo och Julia (The Tragedy of Romeo and Juliet) William Shakespeare    |                     | Dramaten       |
| 1956 | Aude                                               | Graven under Triumfbågen (Le tombeau sous l'Arc du Triomphe) Paul Raynal | Harry Roeck Hansen  | Blancheteatern |
| 1957 | Alison Porter                                      | Se dig om i vrede                                                        |                     | Dramaten       |
| 1957 | Tintomara                                          | Drottningens juvelsmycke Carl Jonas Love Almqvist                        |                     | Dramaten       |
| 1960 | Johanna                                            | Fångarna i Altona                                                        |                     | Dramaten       |
| 1961 | Andra hustrun                                      | Yerma Federico García Lorca                                              | Bengt Ekerot        | Dramaten       |
| 1962 | Georgia                                            | Resan (Le voyage) Georges Schehadé                                       | Alf Sjöberg         | Dramaten       |
| 1964 | Rosalinda                                          | Som ni behagar (As you Like it) William Shakespeare                      |                     | Dramaten       |
| 1966 | Maria Stuart                                       | Maria Stuart                                                             |                     | Dramaten       |
| 1969 | Änkefru Mildh                                      | Bröllopsfesten (Hochzeit) Elias Canetti                                  | Donya Feuer         | Dramaten       |
| 1969 | Olga Sergejevna Prozorova                          | Tre systrar (Три сeстры, Tri sestry) Anton Tjechov                       | Keve Hjelm          | Dramaten       |
| 1973 | Cecilia                                            | Sjung vackert om kärlek                                                  |                     | Dramaten       |
| 1975 | Siri von Essen                                     | Tribadernas natt Per Olov Enquist                                        | Per Verner-Carlsson | Dramaten       |
| 1979 | Elisabeth Fontanelle                               | Kärleksköpet                                                             |                     | Dramaten       |
| 1981 | Johanne Luise Heiberg                              | Från regnormarnas liv Per Olov Enquist                                   | Ernst Günther       | Dramaten       |
| 1983 | Irina                                              | Måsen (Чайка, Tjajka) Anton Tjechov                                      | Gunnel Lindblom     | Dramaten       |
| 1987 | Aktör                                              | Drottningens juvelsmycke Carl Jonas Love Almqvist                        | Peter Oskarson      | Dramaten       |
| 1988 | Den äldre kvinnan                                  | I lodjurets timma Per Olov Enquist                                       | Göran Graffman      | Dramaten       |
| 1989 | Madame de Montreuil                                | Markisinnan de Sade (サド侯爵夫人?, Sado kōshaku fujin) Yukio Mishima    |                     | Dramaten       |
| 1991 | Melissa Gardner                                    | Kärleksbrev                                                              |                     | Dramaten       |
| 1993 | Modern                                             | Tupilak Per Olov Enquist                                                 | Pia Forsgren        | Dramaten       |
| 1997 | Kvinnan                                            | Hasard                                                                   |                     | Dramaten       |
| 1998 | Selma Lagerlöf                                     | Bildmakarna Per Olov Enquist                                             | Ingmar Bergman      | Dramaten       |
| 1998 | Celestina                                          | Celestina (La Celestina) Fernando de Rojas                               | Robert Lepage       | Dramaten       |
| 2000 | Margrethe Bohr                                     | Köpenhamn                                                                |                     | Dramaten       |
| 2009 | Melissa Gardner                                    | Kärleksbrev                                                              |                     | Dramaten       |

### Radioteater

#### Roller
| År   | Roll                                   | Produktion                             | Regi             |
| ---- | -------------------------------------- | -------------------------------------- | ---------------- |
| 1946 | Alice Chrichton, en ung skådespelerska | Teater Guy Bolton                      | Rune Carlsten    |
| 1950 | Susan                                  | Det hemliga rummet Nigel Balchin       | Henrik Dyfverman |
| 2011 | Gud                                    | Flickan och testamentet Lucas Svensson | Ellen Lamm       |

## Priser och utmärkelser
- 1951 – Svenska Dagbladets Thaliapris[9]
- 1967 – Gösta Ekman-stipendiet[7]
- 1972 – O'Neill-stipendiet[18]
- 1979 – Litteris et Artibus[19]
- 1989 – Svenska teaterkritikers förenings teaterpris[9]
- 1990 – Läkerols kulturpris[20]
- 1991 – Svenska Akademiens teaterpris[7]
- 2001 – Professors namn[9]
- 2004 – Teaterförbundets guldmedalj för "utomordentlig konstnärlig gärning"
- 2005 – Hedersguldbaggen[20]